# Kazimierza
Kazimierza (powiat kazimierski) is een Pools district (powiat) in de woiwodschap Heilig Kruis. Het district heeft een oppervlakte van 422,48 km² en telt 34.689 inwoners (2014).
Stadsdistrict:
Kielce

Districten:
Busko-Zdrój · Jędrzejów · Kazimierza · Kielce · Końskie · Opatów · Ostrowiec · Pińczów · Sandomierz · Skarżysko · Starachowice · Staszów · Włoszczowa

Grootste steden:
Kielce · Końskie · Ostrowiec Świętokrzyski · Sandomierz · Skarżysko-Kamienna · Starachowice